# Lliga catalana d'hoquei sobre patins femenina 2007-2008
La Primera Nacional Catalana femenina 2007-08 fou la dinovena edició de la competició. Se celebrà des de la tardor del 2007 fins a l'abril de 2008 i fou organitzada per la Federació Catalana de Patinatge. Hi participaren catorze clubs i hi hagué la participació de nou jugadores estrangeres, que incrementà el nivell de la lliga. Entre altres jugadores, destacà Adriana Gutiérrez, escollida millor jugadora del Campionat del Món de 2006.
La competició es disputà en format de sistema de tots contra tots a doble volta, celebrant-se un partit en camp propi i l'altre en camp contrari, amb un total de vint-i-sis jornades. La classificació final s'establí d'acord amb els punts totals obtinguts per cada equip en finalitzar el campionat. Els equips aconseguiren tres punts per cada partit guanyat, un punt per cada empat i cap punt pels partits perduts. El campió i subcampió de la competició participaren en el Campionat estatal de 2008 i en la Copa d'Europa 2008-09.
Es proclamà campió el Club Patí Voltregà, que guanyà el sisè títol de lliga consecutiva.

## Clubs participants
- Centre d'Esports Arenys de Munt
- Club Hoquei Patí Bigues i Riells
- Capellades Hoquei Club
- Hoquei Club Castellar
- Cerdanyola Club Hoquei
- Igualada Femení Hoquei Club Patins
- Club Hoquei Mataró
- Club Esportiu Noia
- Patí Hoquei Club Sant Cugat
- Club Hoquei Patins Sant Feliu
- SFERIC Terrassa
- Club Patí Vic
- Club Patí Vilanova
- Club Patí Voltregà

## Taula de resultats
| Casa \ Fora         | ARE | BIG | CAP | CAS | CER | IGU | MAT | NOI | SCG | STF | TER  | VIC | VIL  | VOL |
| ------------------- | --- | --- | --- | --- | --- | --- | --- | --- | --- | --- | ---- | --- | ---- | --- |
| CE Arenys de Munt   | —   | 2–1 | 6–0 | 3–2 | 3–2 | 0–1 | 2–0 | 2–1 | 6–1 | 3–1 | 4–1  | 1–3 | 2–3  | 1–1 |
| CHP Bigues i Riells | 0–2 | —   | 6–1 | 3–0 | 3–7 | 0–4 | 1–2 | 2–3 | 1–4 | 3–5 | 1–0  | 2–4 | 2–6  | 0–4 |
| Capellades HC       | 2–4 | 4–4 | —   | 7–2 | 7–8 | 1–9 | 3–3 | 0–3 | 3–6 | 1–6 | 4–2  | 1–4 | 0–11 | 0–1 |
| HC Castellar        | 1–6 | 1–2 | 3–2 | —   | 1–8 | 0–9 | 0–3 | 1–6 | 1–2 | 2–0 | 5–1  | 0–7 | 0–4  | 1–4 |
| Cerdanyola CH       | 1–3 | 9–4 | 8–0 | 8–0 | —   | 2–0 | 2–0 | 4–3 | 6–2 | 4–4 | 7–5  | 7–5 | 2–4  | 2–2 |
| Igualada Femení HCP | 3–2 | 3–0 | 2–1 | 1–0 | 4–2 | —   | 5–4 | 0–1 | 6–0 | 2–1 | 7–0  | 2–0 | 3–2  | 1–5 |
| CH Mataró           | 2–2 | 2–0 | 1–0 | 3–1 | 4–3 | 0–6 | —   | 2–3 | 2–2 | 2–4 | 5–0  | 3–3 | 0–2  | 0–2 |
| CE Noia             | 1–0 | 4–3 | 5–1 | 2–1 | 3–5 | 2–2 | 3–1 | —   | 4–2 | 1–2 | 6–1  | 3–4 | 3–1  | 0–2 |
| PHC Sant Cugat      | 1–0 | 1–4 | 3–1 | 7–1 | 6–5 | 0–2 | 2–4 | 1–4 | —   | 1–1 | 5–1  | 4–4 | 4–3  | 0–7 |
| CHP Sant Feliu      | 3–1 | 3–1 | 5–2 | 4–1 | 4–3 | 2–3 | 1–3 | 2–1 | 3–3 | —   | 3–2  | 4–3 | 7–7  | 1–3 |
| SFERIC Terrassa     | 0–2 | 6–6 | 1–3 | 6–0 | 4–9 | 0–3 | 1–5 | 2–4 | 2–6 | 3–6 | —    | 3–8 | 0–8  | 0–7 |
| CP Vic              | 1–5 | 6–3 | 3–1 | 2–0 | 1–5 | 5–1 | 2–1 | 1–2 | 8–3 | 4–2 | 1–1  | —   | 0–5  | 1–1 |
| CP Vilanova         | 4–2 | 6–2 | 7–3 | 9–0 | 5–1 | 2–1 | 2–1 | 2–1 | 8–1 | 4–1 | 14–0 | 2–2 | —    | 0–1 |
| CP Voltregà         | 1–0 | 6–1 | 5–1 | 6–0 | 5–4 | 1–1 | 5–0 | 4–1 | 9–2 | 9–1 | 12–1 | 2–0 | 4–2  | —   |

## Classificació final
| Pos | Equip               | PJ | PG | PE | PP | GF  | GC  | DG  | Pts | Classificació o descens           |
| --- | ------------------- | -- | -- | -- | -- | --- | --- | --- | --- | --------------------------------- |
| 1   | CP Voltregà         | 26 | 22 | 4  | 0  | 109 | 21  | +88 | 70  | Classificats per la Copa d'Europa |
| 2   | Igualada Femení HCP | 26 | 20 | 2  | 4  | 87  | 33  | +54 | 62  | Classificats per la Copa d'Europa |
| 3   | CP Vilanova         | 26 | 19 | 2  | 5  | 123 | 43  | +80 | 59  |                                   |
| 4   | CE Noia             | 26 | 16 | 1  | 9  | 70  | 48  | +22 | 49  |                                   |
| 5   | CE Arenys de Munt   | 26 | 15 | 2  | 9  | 64  | 37  | +27 | 47  |                                   |
| 6   | Cerdanyola CH       | 26 | 14 | 2  | 10 | 124 | 88  | +36 | 44  |                                   |
| 7   | CP Vic              | 26 | 13 | 5  | 8  | 82  | 64  | +18 | 44  |                                   |
| 8   | CHP Sant Feliu      | 26 | 13 | 4  | 9  | 76  | 72  | +4  | 43  |                                   |
| 9   | CH Mataró           | 26 | 10 | 4  | 12 | 53  | 57  | −4  | 34  |                                   |
| 10  | PHC Sant Cugat      | 26 | 10 | 4  | 12 | 69  | 96  | −27 | 34  |                                   |
| 11  | CHP Bigues i Riells | 26 | 5  | 2  | 19 | 55  | 95  | −40 | 17  |                                   |
| 12  | Capellades HC       | 26 | 3  | 2  | 21 | 49  | 118 | −69 | 11  | Descendeixen de categoria         |
| 13  | HC Castellar        | 26 | 3  | 0  | 23 | 24  | 115 | −91 | 9   | Descendeixen de categoria         |
| 14  | SFERIC Terrassa     | 26 | 1  | 2  | 23 | 43  | 141 | −98 | 5   | Descendeixen de categoria         |

| Lliga catalana d'hoquei sobre patins 2007-08 |
| -------------------------------------------- |
| Club Patí Voltregà Sisè títol                |